# Większość względna
Zasugerowano, aby zintegrować ten artykuł z artykułem Większość zwykła (dyskusja). Nie opisano powodu propozycji integracji.
Większość względna – w procedurach wyborczych ustalenie, że dla skuteczności wyboru wystarcza, aby liczba głosów oddanych na rzecz kandydata przewyższała liczbę głosów oddanych na rzecz każdego z pozostałych kandydatów, nie musi ona jednak przekraczać połowy ogólnej liczby głosujących (np. wybory brytyjskiej Izby Gmin albo polskiego Senatu).
Głosowanie może odbywać się na dwa sposoby:
- FPTP (też FPP), ang. first past the post, co dosłownie oznacza pierwszy przekroczył linię mety. Wyborca wybiera wtedy jednego kandydata spośród zgłoszonych. Stosowana w okręgach jednomandatowych lub przy wyborze na pojedyncze stanowisko.
- Block List (ang.) – wyborca wskazuje n kandydatów i n z największą liczbą głosów zostanie wybranych. Stosowane w okręgach wielomandatowych (tak właśnie wybierany był do niedawna[kiedy?] między innymi polski Senat oraz rady gmin liczących do 20 tys. mieszkańców w latach 1998-2014). Potocznie używane przez wyborców stwierdzenie mam n głosów jest błędne, a co najmniej nieprecyzyjne, ponieważ danego kandydata można wskazać tylko raz.